# 香禾糯
香禾糯，英文译名“Kam Sweet Rice”，是中国侗族农民世代栽培选育而传续下来的土著水稻品系。这是中国大陆地区消逝中的“大糯”品系里的一个特殊种群，气味香醇，营养成分丰富，在中国地方水稻种质谱系中具有十分特殊的意义。香禾糯在传统上主要分布于侗族聚居的湖南、贵州、广西三省边区沅江流域和都柳江流域的山区河谷或小溪谷稻作地带。由于外来品种特别是杂交水稻的推广，更由于该品系所依赖的自然农法在化工型农业发展的大背景下难以为继，香禾糯种植面积剧减，品种已几乎濒临绝灭。近年来，随着生态农业和有机食品的兴起，人们对化工型农业的局限和生态后果也开始不断反思，香禾糯的价值才得到重新认识。目前，贵州和广西一些侗族村寨的农民在地方政府支持和专家学者帮助下，已经开始自觉行动起来，恢复他们的有机稻作农业传统，积极保护和开发香禾糯这一优良农作物遗传资源。